# Wegwielrennen op de Paralympische Zomerspelen 2020 - Wegwedstrijd vrouwen C4–5
De wegwedstrijd vrouwen C4–5 Bij het wegwielrennen tijdens de XVIe Paralympische Zomerspelen, vond plaats op de Fuji Speedway een racecircuit in de Japanse prefectuur Shizuoka.

## Uitslag
| #      | renster                            | renster | Klasse | tijd    | tijd   |
| ------ | ---------------------------------- | ------- | ------ | ------- | ------ |
| Goud   | Sarah Storey                       | GBR     | C5     | 2:21:51 |        |
| Zilver | Crystal Lane-Wright                | GBR     | C5     | 2:21:58 | +0.07  |
| Brons  | Marie Patouillet                   | FRA     | C5     | 2:23:49 | +1:58  |
| 4      | Paula Andrea Ossa Veloza           | COL     | C5     | 2:23:49 | +1:58  |
| 5      | Kerstin Brachtendorf               | GER     | C5     | 2:24:16 | +2:25  |
| 6      | Nicole Murray                      | NZL     | C5     | 2:25:27 | +3:36  |
| 7      | Mariela Delgado                    | ARG     | C5     | 2:31:14 | +9:23  |
| 8      | Meg Lemon                          | AUS     | C4     | 2:31:17 | +9:26  |
| 9      | Shawn Morelli                      | USA     | C4     | 2:31:21 | +9:30  |
| 10     | Emily Petricola                    | AUS     | C4     | 2:32:58 | +11:07 |
| 11     | Alina Punina                       | RPC     | C5     | 2:46:38 | +24:47 |
| 12     | Ruan Jianping                      | CHN     | C4     |         | Lap    |
| 13     | Keely Shaw                         | CAN     | C4     |         | Lap    |
| 14     | Ana Raquel Montenegro Batista Lins | BRA     | C5     |         | Lap    |
|        | Katell Alençon                     | FRA     | C4     | DNF     | DNF    |